# Toyoake, Aichi
Toyoake (豊明市 Toyoake-shi, Phong Nguyệt) là một thành phố thuộc tỉnh Aichi, Nhật Bản. Tính đến 2010, thành phố có dân số ước tính 69.275 và mật độ dân số 2,990 người/km². Tổng diện tích là 23,18 km². Thành phố được thành lập ngày 1 tháng 8 năm 1972.

## Hành chính

### Thị trưởng
Aiba Hidekatsu (相羽 英勝 Tương Vũ Anh Thắng)

## Thành phố kết nghĩa
- Toyone, (Aichi)
- Agematsu, Japan
- Shepparton, Australia

## Giáo dục

### Tiểu học
- Trường tiểu học Toyoake
- Trường tiểu học Kutsukake
- Trường tiểu học Chuo
- Trường tiểu học Sakae
- Trường tiểu học Omiya
- Trường tiểu học Soho
- Trường tiểu học Misaki
- Trường tiểu học Tate
- Trường tiểu học Karatake

### Trường trung học cơ sở
- Toyoake
- Sakae
- Kutsukake
- Seijo

### Trung học phổ thông
- Totyoake
- Seijo

### Đại học và cao đẳng
- Đại học Y tế Fujita
- Đại học Ohkagakuen
- Cao đẳng Nagoya

## Kinh tế

### Công ty
- Công ty Điện tử Hoshizaki
- SugakiyaFoods
- Fuji Baking

## Giao thông

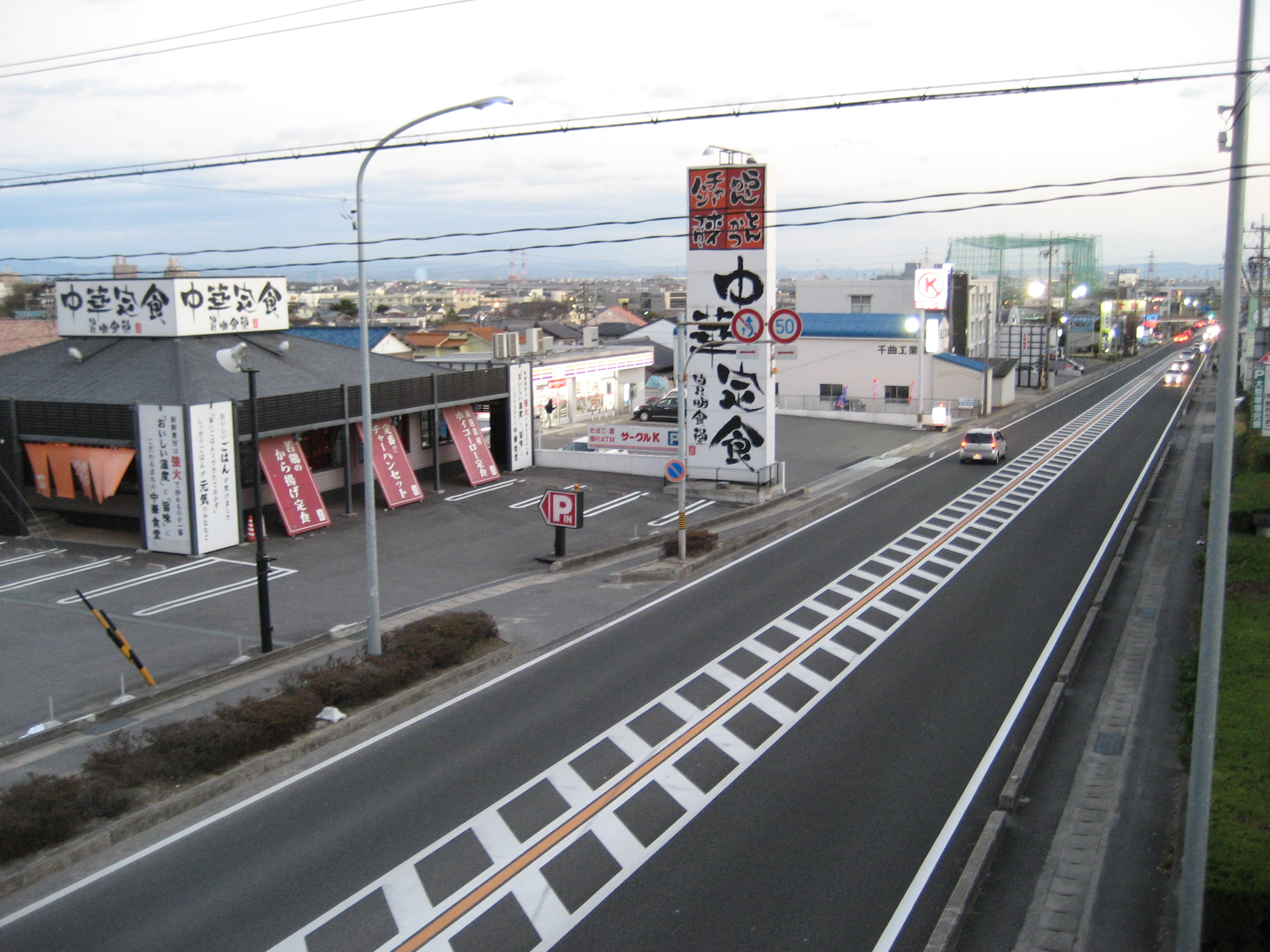
Quốc lộ 1 trong Toyoake

### Đường sắt
- Tuyến đường sắt Nagoya

### Đường bộ
- Đường cao tốc Isewangan - Toyoake luân phiên
- Quốc lộ trong thành phố - Quốc lộ 1, Quốc lộ 23

## Điểm tham quan

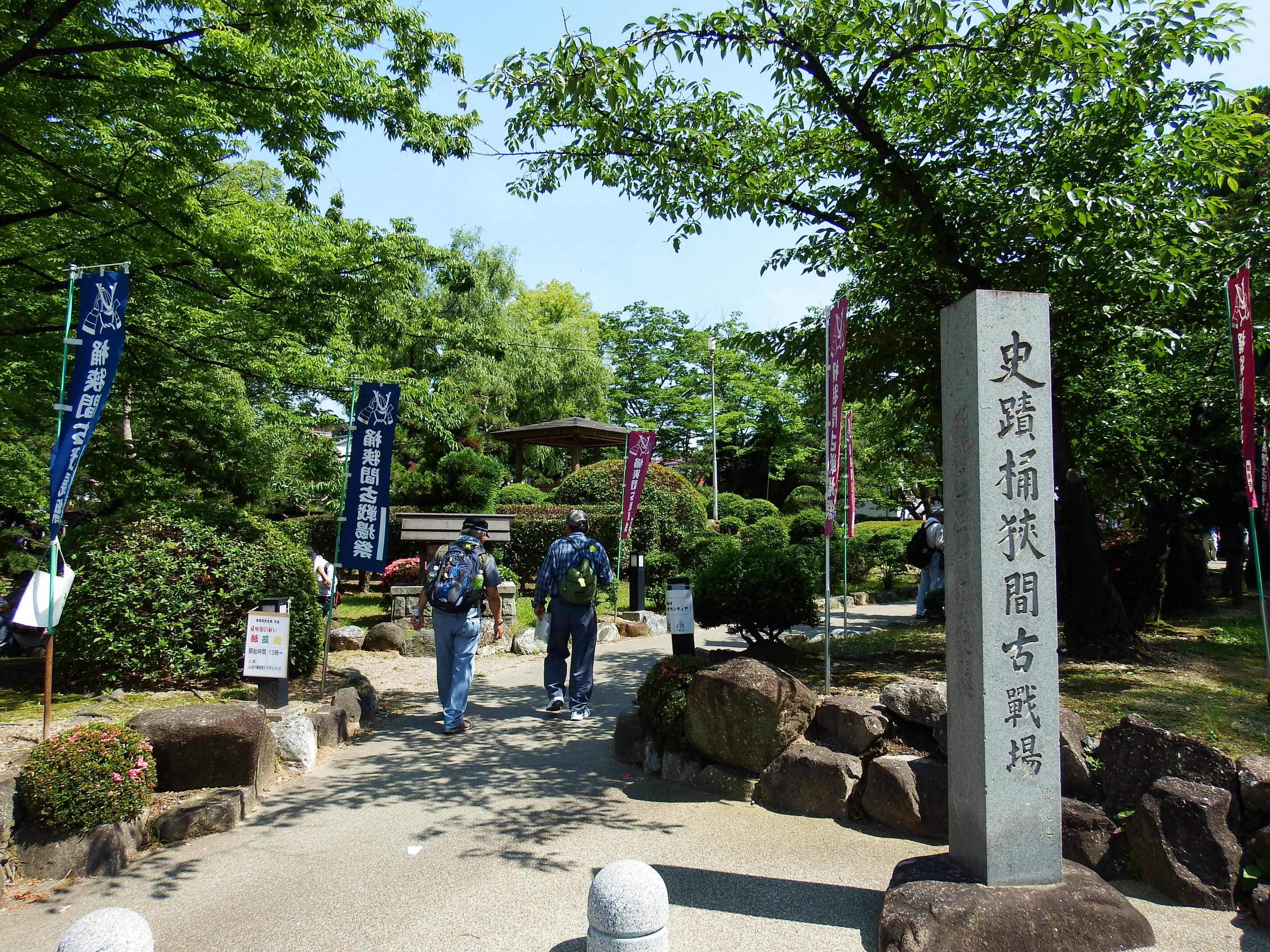
Trận Okehazama

- Di tích thành Kutsukake (沓掛城址)
- Trường đua ngựa Chukyo (中京競馬場)

## Sự kiện
- Toyoake Haru-Matsuri (豊明春まつり)
- Toyoake Natsu-Matsuri (豊明夏まつり)
- Toyoake Matsuri (豊明まつり)
- Toyoake Marathon (とよあけマラソン)

## Người nổi tiếng
- Kudō Kimiyasu (工藤 公康? Công Đằng Công Khang) - VĐV bóng chày chuyên nghiệp.